# Lac Kénogami
Der Lac Kénogami ist ein Stausee in der kanadischen Provinz Québec.

## Lage
Lac Kénogami liegt 15 km südwestlich von Saguenay und am Nordrand der Laurentinischen Berge. Er erstreckt sich in Ost-West-Richtung über eine Länge von 28 km, seine Breite variiert zwischen einem und sechs Kilometern. Er ist der 1924 entstandene gemeinsame See der getrennt gestauten, aber nahe beieinander liegenden Flüsse Rivière aux Sables und Rivière Chicoutimi. 
In einer Nordausbuchtung befinden sich die Staudämme Barrage Pibrac-Est und Barrage Pibrac-Ouest (Rivière aux Sables). und am Ostende die Barrage de Portage-des-Roches (Rivière Chicoutimi). 
Die Wasserfläche beträgt 51,8 km², die Kapazität 631 Millionen m³. 
In den Staudämmen befinden sich Wasserkraftwerke.
Weitere Zuflüsse des Lac Kénogami sind die aus Süden kommenden Rivière Pikauba und Rivière Cyriac. Das Einzugsgebiet des Lac Kénogami umfasst 3390 km².